# 马蒂尼 (埃纳省)
马蒂尼（法語：Martigny，法語發音：[maʁtiɲi]）是法国上法蘭西大區埃纳省的一个市镇，属于韦尔万区。

## 地理
马蒂尼（49°51'33"N, 4°8'13"E）面积16.96 平方千米，位于法国上法蘭西大區埃纳省，该省份为法国北部内陆省份，北起北部省，西接索姆省和瓦兹省，东临阿登省和马恩省，西南至塞纳-马恩省，东北部与比利时接壤。
与马蒂尼接壤的市镇（或旧市镇、城区）包括：博梅、贝斯蒙、比西伊、勒兹、圣米歇尔、瓦蒂尼。

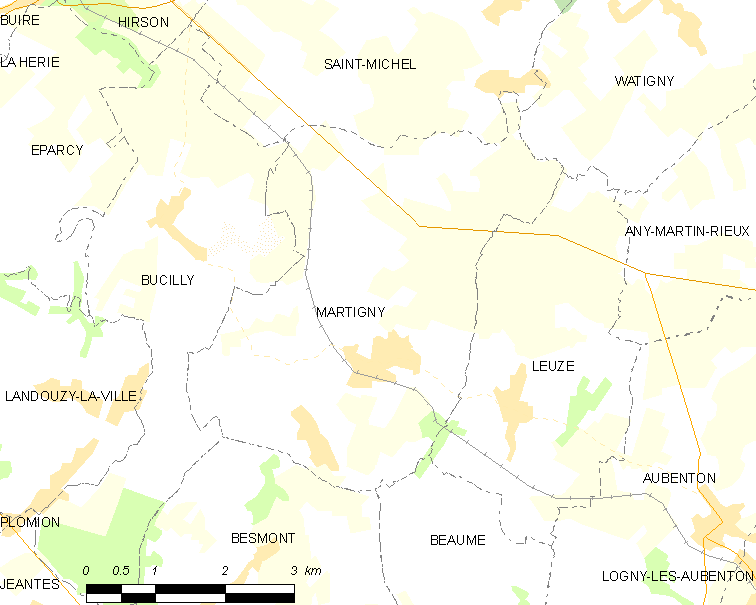
的OSM定位图

马蒂尼的时区为UTC+01:00、UTC+02:00（夏令时）。

## 行政
马蒂尼的邮政编码为02500，INSEE市镇编码为02470。

## 政治
马蒂尼所属的省级选区为伊尔松县。

## 人口

1962-2008年间人口变化图示

马蒂尼于2022年1月1日时的人口数量为421人。